# Curimopsis setulosa
Curimopsis setulosa is een keversoort uit de familie pilkevers (Byrrhidae). De wetenschappelijke naam van de soort is voor het eerst geldig gepubliceerd in 1853 door Mannerheim.